# Пыльдвере, Лаура
Ла́ура Пы́льдвере (эст. Laura Põldvere, род. 30 августа 1988, Тарту) — эстонская поп-певица, представлявшая Эстонию на конкурсе песни «Евровидение» в составе группы «Suntribe» в 2005 году и в 2017 году в дуэте с Койтом Тооме.

## Карьера
Лаура начала свою карьеру певицы в 2005 году, после победы на национальном конкурсе «Kaks Takti Ette», в 2005 году она приняла участие в национальном отборе к конкурсу «Евровидение» «Eurolaul 2005» с песней «Moonwalk» в качестве сольной исполнительницы и с песней «Let’s Get Loud» в составе группы «Suntribe». Песня «Let’s Get Loud» заняла первое место, а «Moonwalk» — второе. На конкурсе Евровидении 2005 года в Киеве Эстонию представляла девичья группа «Suntribe», одной из участниц которой была Лаура. Позже Лаура приняла участие в конкурсе «Eurolaul 2007» с песней «Sunflowers», заняв третье место. В сентябре 2007 певица выпустила дебютный альбом «Muusa», тогда же и поступила в Музыкальный колледж Беркли в Бостоне, США. В 2009 году приняла участие в национальном конкурсе «Eesti Laul» с песней «Destiny», заняв третье место.

## Образование
- 2001—2004 — Юленурмеcкая песенная студия (эст. Ülenurme Laulustuudio)
- Август 2004 года — музыкальный колледж Беркли в Лос-Анджелесе
- Июль-Август 2005 года — музыкальный колледж Беркли в Бостоне, пять недель учебной программы (стипендиатка)
- Сентябрь 2007 — музыкальный колледж Беркли, степень бакалавра по специальности «исполнительское искусство» (стипендиатка)

## Участие в музыкальных конкурсах и достижения
| Год  | Конкурс                                                                          | Русскоязычное название                                                                     | Место                                                |
| ---- | -------------------------------------------------------------------------------- | ------------------------------------------------------------------------------------------ | ---------------------------------------------------- |
| 2002 | Jõulutäht                                                                        | Рождественская звезда                                                                      | 2 место                                              |
| 2003 | Saaremaa üleriigiline noorte solistide ja duettide konkurss                      | Общенациональный конкурс для молодых солистов и дуэтов в Сааремаа                          | 3 место (дуэт с Ханналийзой Уусмаа)                  |
| 2003 | Helisev maailm                                                                   | Звучащий мир                                                                               | 1 место                                              |
| 2003 | Jõulutäht                                                                        | Рождественская звезда                                                                      | 2 место                                              |
| 2004 | Saaremaa üleriigiline noorte solistide ja duettide konkurss                      | Общенациональный конкурс для молодых солистов и дуэтов на Сааремаа                         | 1 место (дуэт с Ханналийзой Уусмаа)                  |
| 2004 | ETV Laulukarussell                                                               | Карусель песни ETV                                                                         | 2 место                                              |
| 2004 | Rahvusvaheline laste ja noorte lauluvõistlus «TÄHTEDE LAUL»                      | Международный песенный конкурс для детей и молодёжи «Песня звёзд»                          | 1 место                                              |
| 2004 | VI rahvusvaheline laste loomingu festival «Veszpremi mängud 2004» vokaalkonkurss | Вокальный конкурс VI Международного фестиваля детского творчества «Игры Веспрем 2004 года» | 1 место (дуэт с Ханналийзой Уусмаа) 2 место (соло)   |
| 2004 | Sky Plus’i eurolaulja konkurss                                                   | Конкурс участников европесни радио «Sky Plus»                                              | Победитель                                           |
| 2004 | Jõulutäht                                                                        | Рождественская звезда                                                                      | 2 место                                              |
| 2005 | Eesti Eurolaul                                                                   | Европесня Эстонии                                                                          | 1 место (в составе группы «Suntribe») 2 место (соло) |
| 2006 | Kaks takti ette                                                                  | Два такта вперёд                                                                           | 1 место                                              |
| 2007 | Eesti Eurolaul                                                                   | Европесня Эстонии                                                                          | 3 место                                              |
| 2009 | Eesti Laul                                                                       | Эстонская песня                                                                            | 3 место                                              |
| 2016 | Eesti Laul                                                                       | Эстонская песня                                                                            | 2 место                                              |
| 2017 | Eesti Laul                                                                       | Эстонская песня                                                                            | 1 место (дуэт с Койтом Тооме)                        |
| 2020 | Eestl Laul                                                                       | Эстонская песня                                                                            | 11 место                                             |
| 2021 | Uuden Musiikin Kilpailu                                                          | Новый музыкальный конкурс (Финляндия)                                                      | 7 место                                              |
| 2024 | Eestl Laul                                                                       | Эстонская песня                                                                            | 8 место                                              |

## Награды
- Ежегодная премия эстонской поп-музыки (эст. Eesti Popmuusika Aastaauhinnad):
  - Музыкант года среди продаж интернет-магазина «Muusika.24». Специальная премия «Лучший артист года» (2008)[2]
  - Радиохит года: «Sunflowers» (2008)[2]
  - Радиохит года: «581 C» (2009)[3]

## Дискография
Альбомы
- 2007 — Muusa
- 2009 — Ultra
- 2011 — Sädemeid taevast (Greatest Hit Singles Compilation)

Синглы
- Moonwalk — 2005
- Koos — 2006
- Sunflowers — январь 2007
- Muusa — сентябрь 2007
- 581 C — январь 2008
- Lihtsad Asjad — 2008
- Destiny — февраль 2009
- Pühakute laul (2009)
- Ultra (2009)
- Südasuve rohtunud teed (2010)
- Võid kindel olla (2010)
- Kustuta kuuvalgus (2011)
- 2020 (ноябрь 2011)
- Sädemeid taevast (2012)
- Head uut aastat (2013)
- Supersonic (2016)